# Severino Carmelo Trotta
Severino Carmelo Trotta war ein uruguayischer Politiker.
Trotta gehörte der Partido Colorado an und saß als stellvertretender Abgeordneter für das Departamento Flores in der 36. Legislaturperiode vom 22. Juni 1953 bis zum 22. August 1953 und erneut vom 16. März 1954 bis zum 15. Juli 1954 in der Cámara de Representantes.